# Leon Andrzejewski (geograf)
Leon Andrzejewski (ur. 1950 w Wejherowie) – polski geograf. 

## Życiorys
W 1974 ukończył studia na Uniwersytecie Mikołaja Kopernika w Toruniu i podjął zatrudnienie na Instytucie Geografii PAN (asystent i adiunkt). Od 1983 zatrudniony na UMK. Doktoryzował się w 1981, habilitował w 1994, a profesorem został w 2004. W latach 1998–2001 był wiceprezesem Stowarzyszenia Geomorfologów Polskich. Od 2003 do 2010 był dyrektorem Instytutu Geografii UMK. W 2010 został członkiem Centralnej Komisji ds. Stopni i Tytułów Naukowych. Jest kierownikiem Katedry Geomorfologii i Paleogeografii Czwartorzędu UMK. W dorobku posiada 120 prac naukowych. Główne zainteresowania naukowe to:
- ewolucja systemów fluwialnych,
- paleografia późnego glacjału i holocenu,
- zagrożenia środowiska naturalnego antropopresją[2].